# بی‌یک
بی‌یک (به هلندی: Beek) یک منطقهٔ مسکونی در هلند است که در شهرستان برخ ان‌دال واقع شده‌است. بی‌یک ۲٫۴۹ کیلومتر مربع مساحت و ۳٬۴۵۰ نفر جمعیت دارد.